# Nyctibatrachus danieli
Nyctibatrachus danieli es una especie de anfibio anuro de la familia Nyctibatrachidae.

## Distribución geográfica
Esta especie es endémica de Maharashtra en la India. Se encuentra en el norte de los Ghats occidentales.

## Etimología
Esta especie lleva el nombre en honor a Jivanayakam Cyril Daniel (1927-2011), exdirector de la sociedad de historia natural de Bombay, en reconocimiento a su contribución a la herpetología india.

## Publicación original
- Biju, Van Bocxlaer, Mahony, Dinesh, Radhakrishnan, Zachariah, Giri & Bossuyt, 2011 : A taxonomic review of the Night Frog genus Nyctibatrachus Boulenger, 1882 in the Western Ghats, India (Anura: Nyctibatrachidae) with description of twelve new species. Zootaxa, n.º 3029, p. 1-96.[4]